# Polissena del Porcello
Polissena del Porcello è un romanzo per ragazzi scritto da Bianca Pitzorno e pubblicato nel 1993.

## Trama
Polissena è una bambina con tantissima fantasia, innamorata di storie di principesse e castelli. Pur essendo il felice componente di una famiglia ricca e bella, spesso fantastica sull'essere una trovatella, figlia perduta di un re. Un giorno però viene a sapere per caso d'essere davvero una trovatella. Sconvolta, fugge di casa e si reca al convento delle suore da cui è stata trovata. Là riceve dalla Superiora uno scrigno con gli oggetti che aveva indosso quando era neonata, ma il contenuto la delude: una grossa sciarpa di ruvida lana, una calza di seta rossa, uno strano pezzo di tela rigida nero e bianco e un ciondolo di corallo a forma di pesce. Con quegli umili e misteriosi oggetti in mano, Polissena parte alla ricerca dei suoi veri genitori, aggregandosi quasi subito a un circo itinerante gestito da una sveglia e arruffata bambina chiamata Lucrezia. Comincia così un viaggio ricco di peripezie e di sorprese, che porterà le due bambine lungo diverse strade, alla ricostruzione di un'incredibile storia, tra umili pescatori, spietati pirati, ricchi agricoltori, bizzarri eremiti, principesse infelici e povere sguattere, dove alla fine si scoprirà che Polissena non è altro che la figlia dei genitori che sapeva di avere all'inizio. Ma una sorpresa ancora più grande attende invece Lucrezia.

## Edizioni
- Bianca Pitzorno, Polissena del Porcello, collana Junior +10, Arnoldo Mondadori Editore, 2001,  p. 329, ISBN 88-04-49470-0.